# 好萊塢影評人協會
好萊塢影評人協會（英語：Hollywood Critics Association）是位於加利福尼亞州洛杉磯市的影評人組織，前身為洛杉磯線上影評人協會（Los Angeles Online Film Critics Society；2016年－2019年）。除了獎勵電影外，也在2021年8月舉行首屆電視獎。
此外，該協會還在在線廣播網絡上有一個名為“電影評論家周刊”的電影討論播客“爆米花談話”，以進一步實現他們的目標，即創建“一個全年開放討論電影的電影評論小組，而不僅僅是在頒獎季”。
2023 年，該組織第二次更名，並將其獎項更名為阿斯特拉獎（The Astra Awards）。

## 獎項

### 電影
- 最佳影片（Best Picture）
- 最佳男主角（Best Actor）
- 最佳女主角（Best Actress）
- 最佳男配角（Best Supporting Actor）
- 最佳女配角（Best Supporting Actress）
- 最佳男性導演（Best Male Director）
- 最佳女性導演（Best Female Director）
- 最佳原創劇本（Best Original Screenplay）
- 最佳改編劇本（Best Adapted Screenplay）
- 最佳首部劇情片（Best First Feature）
- 最佳整體演出（Best Cast Ensemble）
- 最佳動畫或視效演出（Best Animated or VFX Performance）
- 最佳動作（Best Action）
- 最佳動畫電影（Best Animated Film）
- 最佳商業大片（Best Blockbuster）
- 最佳喜劇或音樂片（Best Comedy or Musical）
- 最佳紀錄片（Best Documentary）
- 最佳恐怖片（Best Horror）
- 最佳獨立電影（Best Indie）
- 最佳國際電影（Best International Film）
- 最佳短片（Best Short Film）
- 最佳攝影（Best Cinematography）
- 最佳配樂（Best Score）
- 最佳原創歌曲（Best Original Song）
- 最佳視覺效果（Best Visual Effects）
- 最佳特技（Best Stunts）
- 最佳妝髮（Best Hair & Make-Up）
- 最佳美術設計（Best Production Design）
- 最佳電影剪輯（Best Film Editing）
- 最佳服裝設計（Best Costume Design）
- 榮譽獎（Honorary Awards）
  - 突破演出男演員（Breakthrough Performance Actor）
  - 突破演出女演員（Breakthrough Performance Actress）
  - 演技成就（Acting Achievement）
  - 電影製作成就（Filmmaking Achievement）
  - 匠人成就（Artisan Achievement）
  - 冉冉升起的明星（Star on the Rise）
  - 冉冉升起的電影人（Filmmaker on the Rise）
  - 冉冉升起的匠人（Artisan on the Rise）
  - 23歲或以下傑出演出演員（Standout Performance by an Actor or Actress 23 or Under Award）
  - 改變遊戲規則獎（Game-Changer Award）
  - 精神獎（Inspire Award）
  - 永恆獎（Timeless Award）
  - 聚光燈獎（Spotlight Award）
  - 影響力獎（Impact Award）
  - 英勇獎（Valiant Award）
  - 開拓者獎（Trailblazer Award）

### 電視
- 最佳動畫影集或動畫電視電影（Best Animated Series or Animated Television Movie）
- 最佳廣播網或有線紀錄片系列、紀錄電視電影或非虛構影集（Best Broadcast Network or Cable Docuseries, Documentary Television Movie, or Non-Fiction Series）
- 最佳串流紀錄片系列、紀錄電視電影或非虛構影集（Best Streaming Docuseries, Documentary Television Movie, or Non-Fiction Series）
- 最佳廣播網或有線脫口秀喜劇、綜藝系列、脫口秀或喜劇／綜藝特輯（Best Broadcast Network or Cable Sketch Series, Variety Series, Talk Show, or Comedy/Variety Special）
- 最佳串流脫口秀喜劇、綜藝系列、脫口秀或喜劇／綜藝特輯（Best Streaming Sketch Series, Variety Series, Talk Show, or Comedy/Variety Special）
- 最佳廣播網實境系列、競賽系列或遊戲秀（Best Broadcast Network Reality Series, Competition Series, or Game Show）
- 最佳有線或串流實境系列、競賽系列或遊戲秀（Best Cable or Streaming Reality Series, Competition Series, or Game Show）
- 最佳廣播網或有線有限劇集、選集劇集或真人電視電影（Best Broadcast Network or Cable Limited Series, Anthology Series, or Live-Action Television Movie）
- 最佳串流有限劇集、選集劇集或真人電視電影（Best Streaming Limited Series, Anthology Series, or Live-Action Television Movie）
- 有限劇集、選集劇集或真人電視電影最佳男演員（Best Actor in a Limited Series, Anthology Series, or Television Movie）
- 有限劇集、選集劇集或真人電視電影最佳女演員（Best Actress in a Limited Series, Anthology Series, or Television Movie）
- 有限劇集、選集劇集或真人電視電影最佳男配員（Best Supporting Actor in a Limited Series, Anthology Series, or Television Movie）
- 有限劇集、選集劇集或真人電視電影最佳女配員（Best Supporting Actress in a Limited Series, Anthology Series, or Television Movie）
- 最佳廣播網影集－喜劇類（Best Broadcast Network Series, Comedy）
- 最佳有線影集－喜劇類（Best Cable Series, Comedy）
- 廣播網或有線影集最佳男演員－喜劇類（Best Actor in a Broadcast Network or Cable Series, Comedy）
- 廣播網或有線影集最佳女演員－喜劇類（Best Actress in a Broadcast Network or Cable Series, Comedy）
- 廣播網或有線影集最佳男配角－喜劇類（Best Supporting Actor in a Broadcast Network or Cable Series, Comedy）
- 廣播網或有線影集最佳女配角－喜劇類（Best Supporting Actress in a Broadcast Network or Cable Series, Comedy）
- 最佳串流影集－喜劇類（Best Streaming Series, Comedy）
- 串流影集最佳男演員－喜劇類（Best Actor in a Streaming Series, Comedy）
- 串流影集最佳女演員－喜劇類（Best Actress in a Streaming Series, Comedy）
- 串流影集最佳男配角－喜劇類（Best Supporting Actor in a Streaming Series, Comedy）
- 串流影集最佳女配角－喜劇類（Best Supporting Actress in a Streaming Series, Comedy）
- 最佳廣播網影集－劇情類（Best Broadcast Network Series, Drama）
- 最佳有線影集－劇情類（Best Cable Series, Drama）
- 廣播網或有線影集最佳男演員－劇情類（Best Actor in a Broadcast Network or Cable Series, Drama）
- 廣播網或有線影集最佳女演員－劇情類（Best Actress in a Broadcast Network or Cable Series, Drama）
- 廣播網或有線影集最佳男配角－劇情類（Best Supporting Actor in a Broadcast Network or Cable Series, Drama）
- 廣播網或有線影集最佳女配角－劇情類（Best Supporting Actress in a Broadcast Network or Cable Series, Drama）
- 最佳串流影集－劇情類（Best Streaming Series, Drama）
- 串流影集最佳男演員－劇情類（Best Actor in a Streaming Series, Drama）
- 串流影集最佳女演員－劇情類（Best Actress in a Streaming Series, Drama）
- 串流影集最佳男配角－劇情類（Best Supporting Actor in a Streaming Series, Drama）
- 串流影集最佳女配角－劇情類（Best Supporting Actress in a Streaming Series, Drama）
- 特別榮譽獎（Special Honorary Awards）
  - 傳奇獎（Legacy Award）
  - 聚光燈獎（Spotlight Award）
  - 影響力獎（Impact Award）
  - 流行文化偶像獎（Pop Culture Icon Award）
  - 電視偶像獎（TV Icon Award）
  - 大師獎（Virtuoso Award）
  - 電視突破明星獎（TV Breakout Star Award）

## 歷屆
- 第1屆洛杉磯線上影評人協會獎[3]
- 第1屆洛杉磯線上影評人協會季中電影獎[4][5]
- 2018年洛杉磯線上影評人協會夏季電影獎[6]
- 第2屆洛杉磯線上影評人協會獎[7][8][9]
- 第2屆洛杉磯線上影評人協會季中獎[10][11]
- 第3屆好萊塢影評人協會獎（英语：3rd Hollywood Critics Association Film Awards）[12][13]
- 第3屆好萊塢影評人協會季中獎[14][15]
- 第4屆好萊塢影評人協會電影獎（英语：4th Hollywood Critics Association Film Awards）[16][17]
- 第4屆好萊塢影評人協會季中獎[18]
- 第1屆好萊塢影評人協會電視獎（英语：1st Hollywood Critics Association TV Awards）[19][20]
- 第5屆好萊塢影評人協會電影獎（英语：5th Hollywood Critics Association Film Awards）[21][22]
- 第5屆好萊塢影評人協會季中獎（英语：5th Hollywood Critics Association Midseason Film Awards）[23][24]
- 第2屆好萊塢影評人協會電視獎（英语：2nd Hollywood Critics Association TV Awards）[25][26][27][28]
- 第6屆好萊塢影評人協會電影獎（英语：6th Hollywood Critics Association Film Awards）
- 第1屆好萊塢影評人協會創意藝術獎（英语：1st Hollywood Critics Association Creative Arts Awards）

## 外部連結
- 官方网站
- 洛杉磯線上影評人協會獎在互联网电影资料库（IMDb）上的資料
- 好萊塢影評人協會獎在互联网电影资料库（IMDb）上的資料